# Oberschwäbischer Jakobsweg
Der Oberschwäbische Jakobsweg ist ein Abschnitt des Jakobsweges in Baden-Württemberg. Der Abschnitt dieses Fernwanderweges führt als Pilgerweg über insgesamt 159 Kilometer vom Münsterplatz in Ulm an der Donau zum Konstanzer Münster am Bodensee und durchquert das westliche Oberschwaben. Der Bodensee zwischen Meersburg und Konstanz wurde mit dem Schiff bzw. wird heute mit der regelmäßig verkehrenden Autofähre Meersburg–Konstanz überquert. Der Weg findet in der Schweiz als Schwabenweg seine Fortsetzung.

## Frühe Geschichte
Dem König des Fränkischen Reiches und späteren Kaiser Karl der Große erschien nach einer Legende in einem Traum der Heilige Jakob. Dieser gebot ihm einen Feldzug zur Befreiung Gothiens von den Mauren. Karl führte den Feldzug durch und errichtete an der südwestlichen Grenze seines Reiches die Spanische Mark. Diese Legende ist mit noch drei weiteren Legenden auf dem Karlsschrein in Aachen dargestellt. Kaiser Karl weilte mehrere Male in Ulm. Der Überlieferung nach wurde 1181 in Ulm eine dem Heiligen Jakob geweihte Kapelle errichtet, die aber 1538 abgegangen ist. Im Münster finden sich Jakobsdarstellungen aus dem 16. Jahrhundert.
Der Dominikaner, Pilger und Reiseschriftsteller Felix Fabri lebte im 15. Jahrhundert lange Zeit im Kloster der Dominikanerinnen von Ulm. Er beschrieb in Evagatorium und in Sionspilgerin seine spirituellen und realen Reisen ins Heilige Land, nach Rom und nach Santiago de Compostela, teilweise einzelne Etappen von Ulm bis an den Bodensee.
Ulrich von Winterstetten, auch Schenk Ulrich von Schmalegg genannt, starb vermutlich in Winterstettenstadt. Diesen Ort passiert der Oberschwäbische Jakobsweg auf der dritten Etappe von Steinhausen nach Bad Waldsee.

## Geschichte – Zuführungen – Verlauf

### Neuzeitliche Wiederentdeckung, Einrichtung und Beschilderung

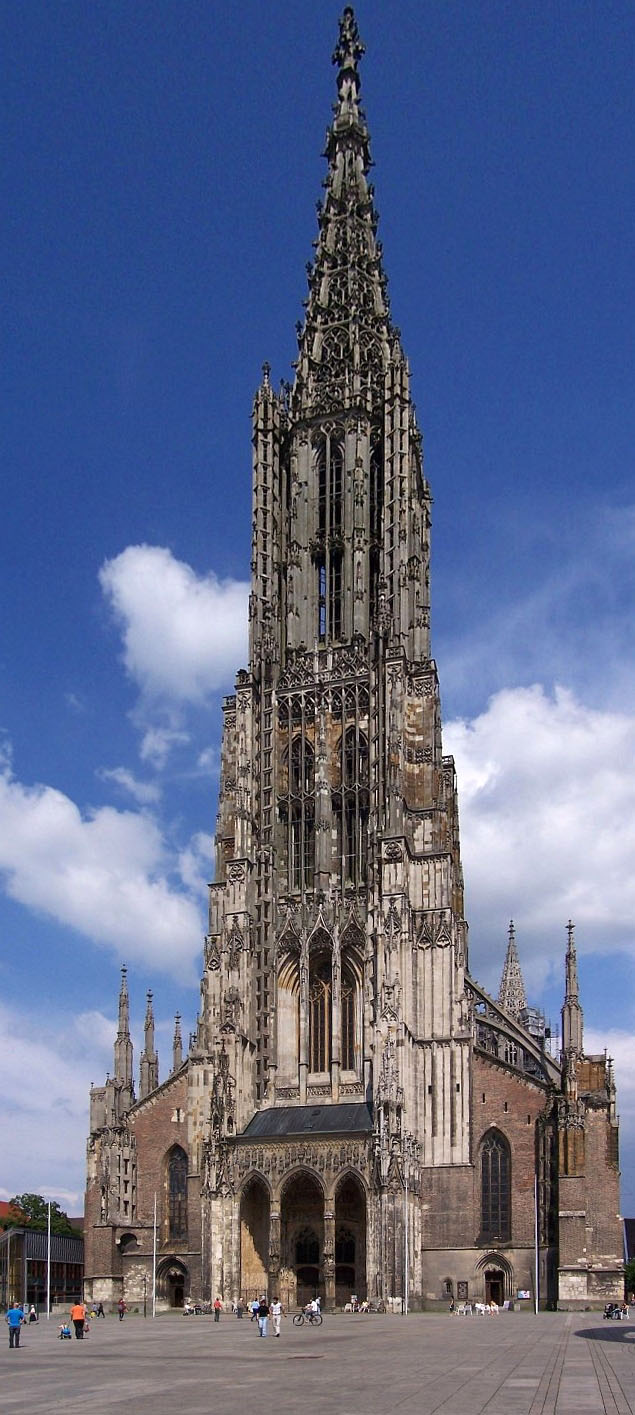
Einen ersten Pilgerstempel auf dem Oberschwäbischen Jakobsweg kann man in der Münsterpforte bekommen, Zugang rechts neben dem Hauptturm.

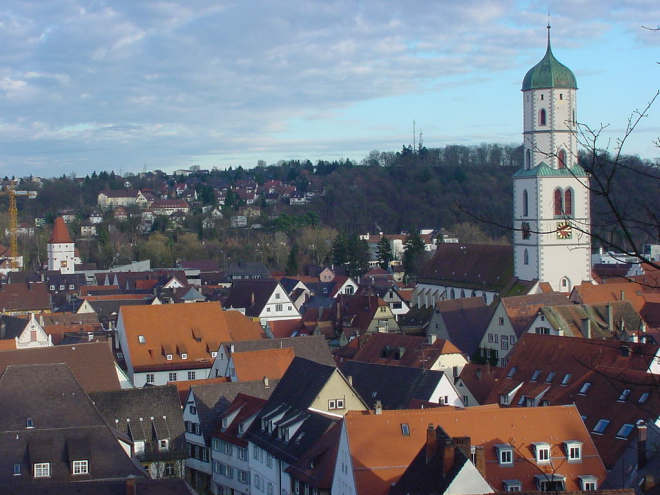
In Biberach an der Riß betritt der Pilger durch das Ulmer Tor (Turmaufbau links im Bild) die einstige freie Reichsstadt und wandert durch die Altstadt zur großen Stadtkirche St. Martin (großer Turm rechts im Bild)

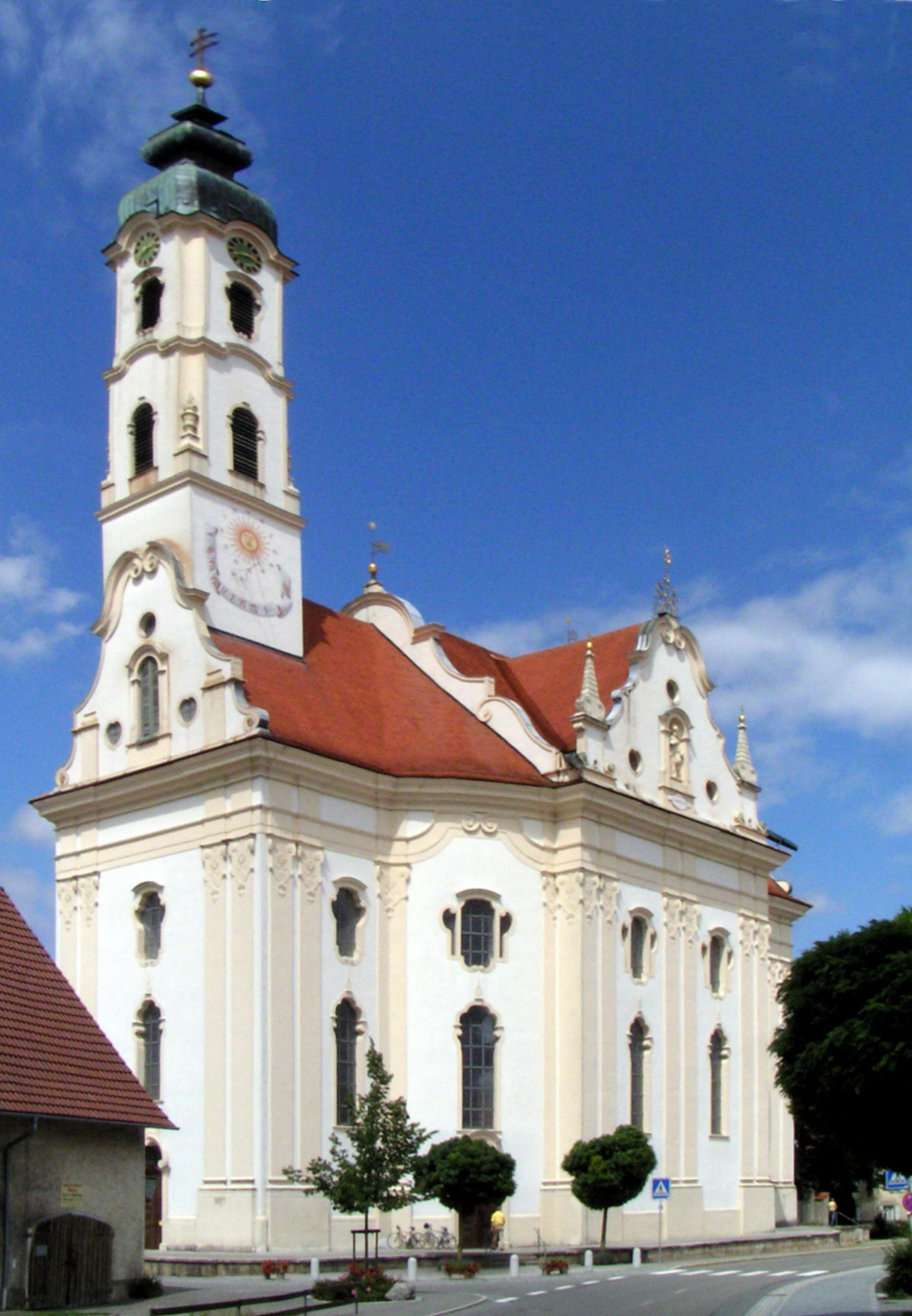
Nach Biberach stellt die Wallfahrtskirche von Steinhausen einen Höhepunkt auf dem Oberschwäbischen Jakobsweg dar. Ein Pilgermuseum liegt unweit der Kirche.

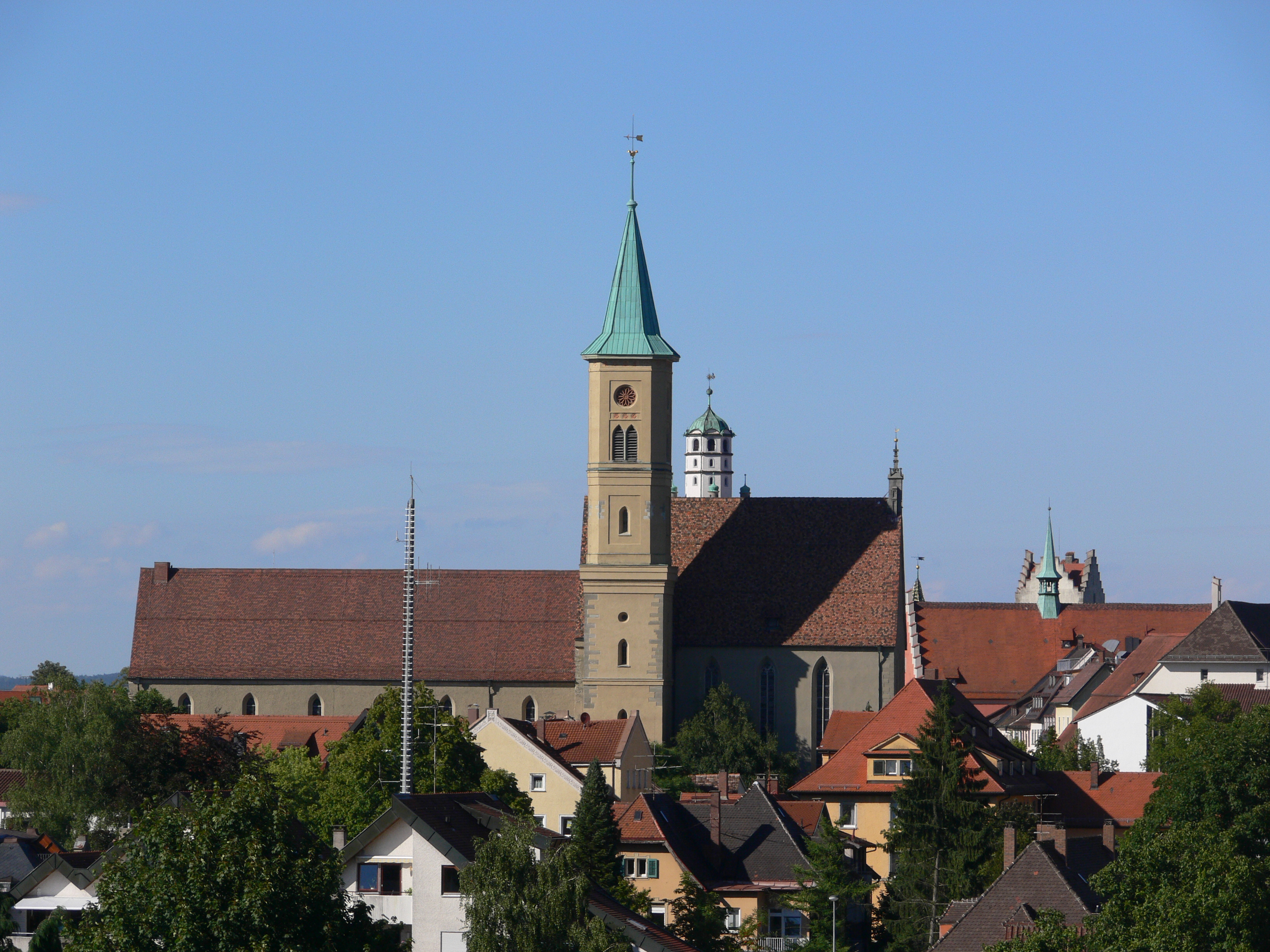
Eine Vielzahl von Stadt- und Kirchtürmen bietet dem Pilger der Blick auf Ravensburg. Im Vordergrund die Evangelische Stadtkirche, Teil einer Klosteranlage.

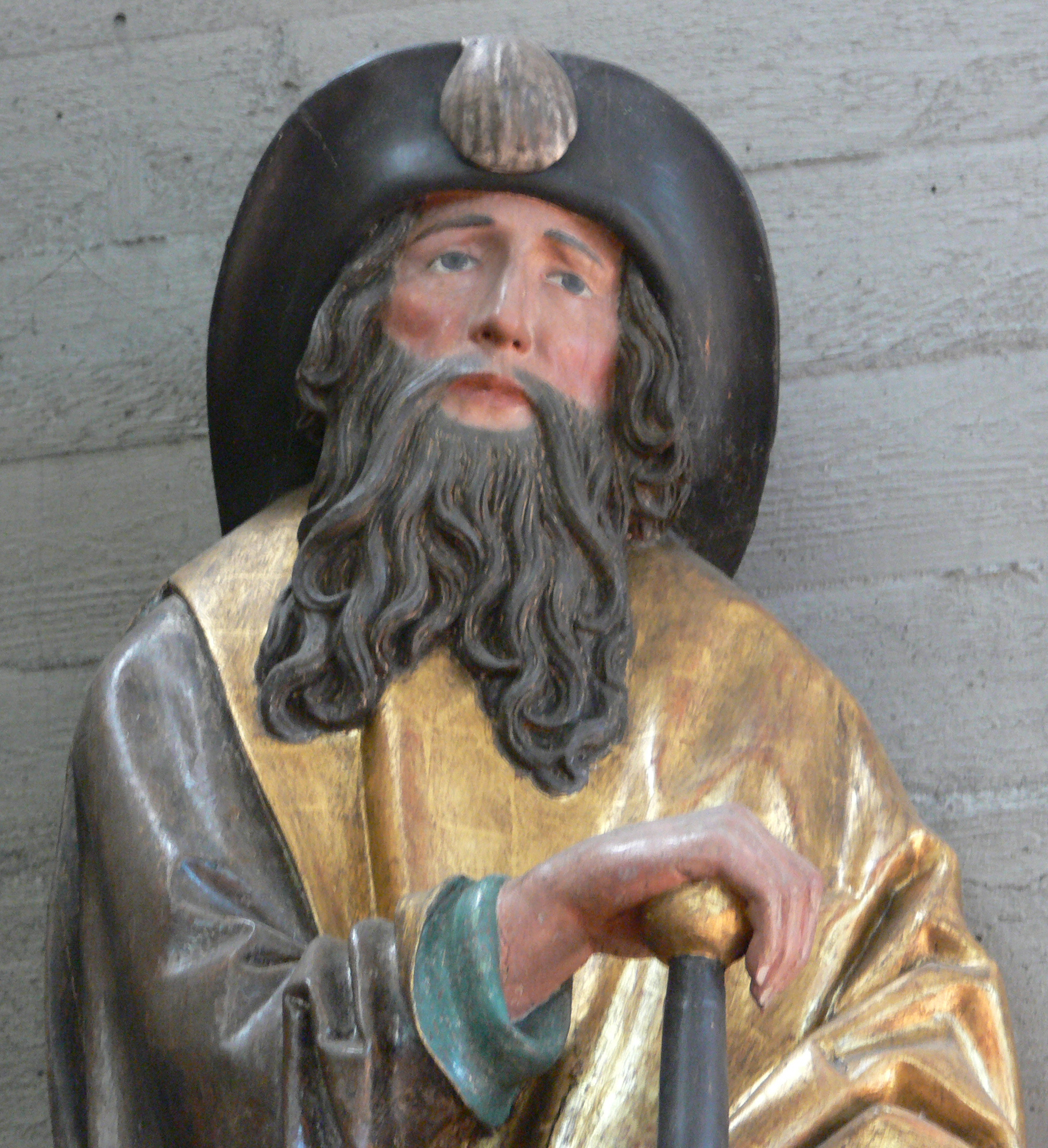
Die Figur des Jakobus in der St. Jakobuskirche von Brochenzell.

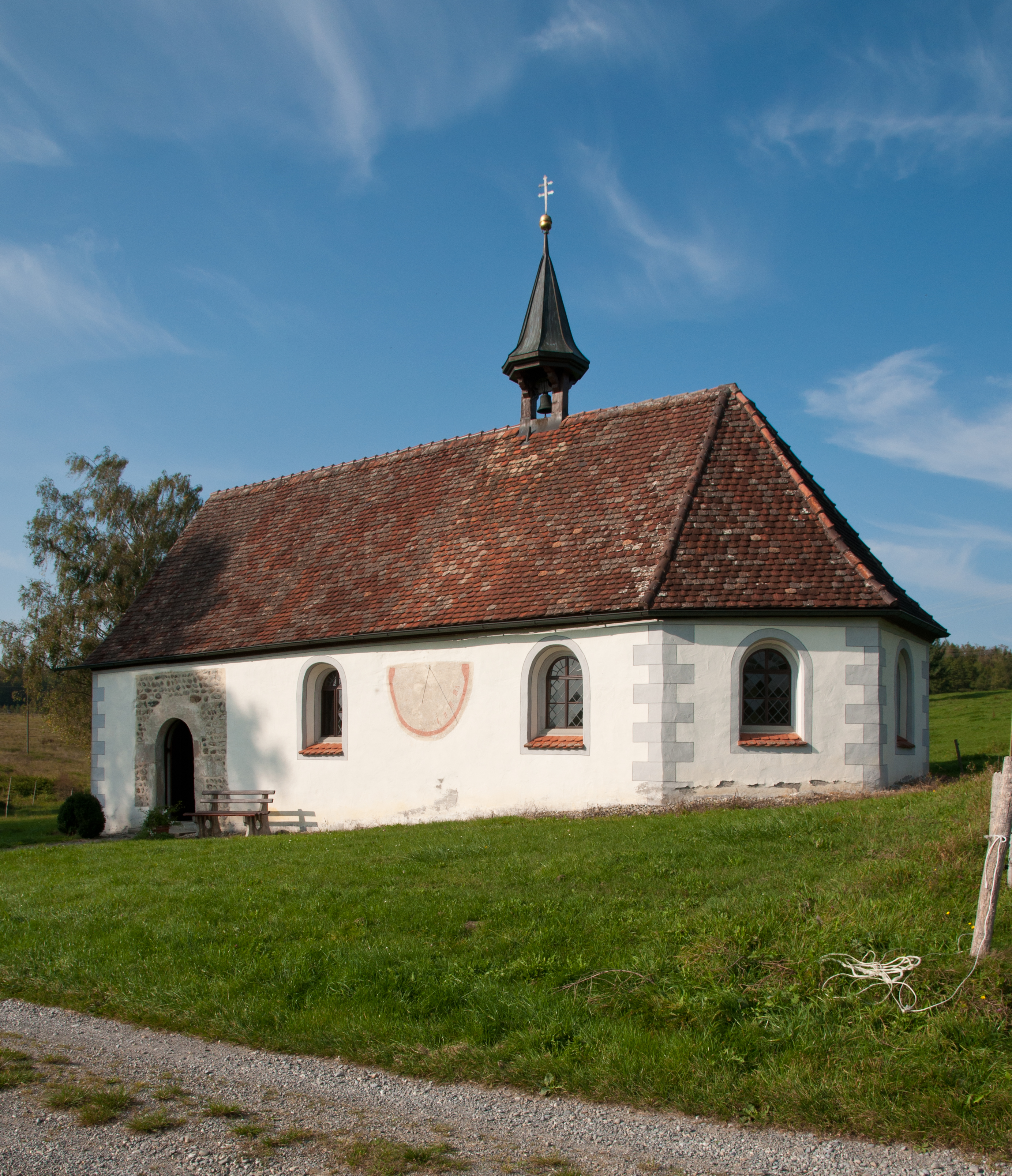
Kapelle von Braitenbach bei Markdorf.

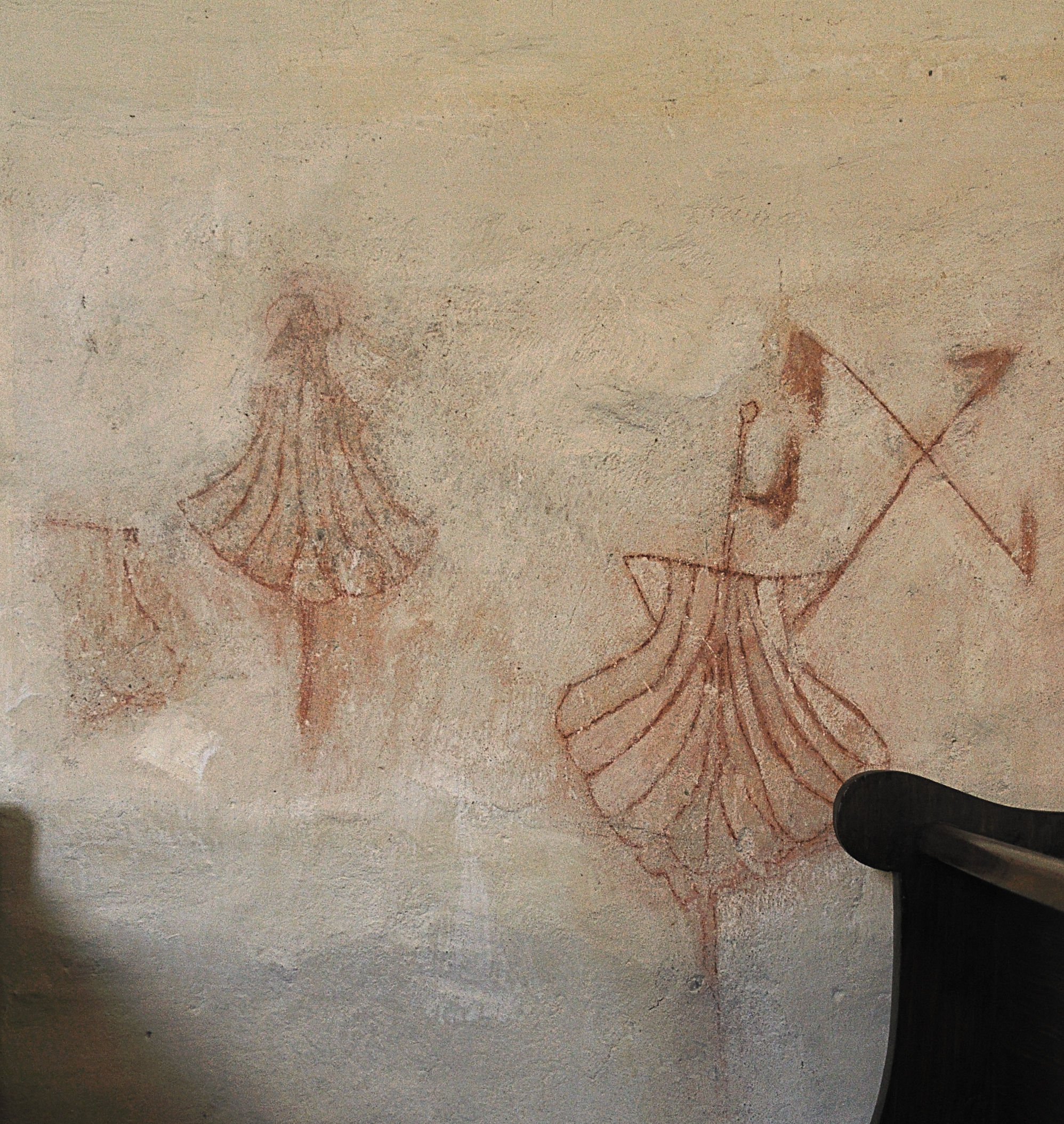
Spuren mittelalterlicher Jakobspilger in der Dreifaltigkeitskapelle von Braitenbach.

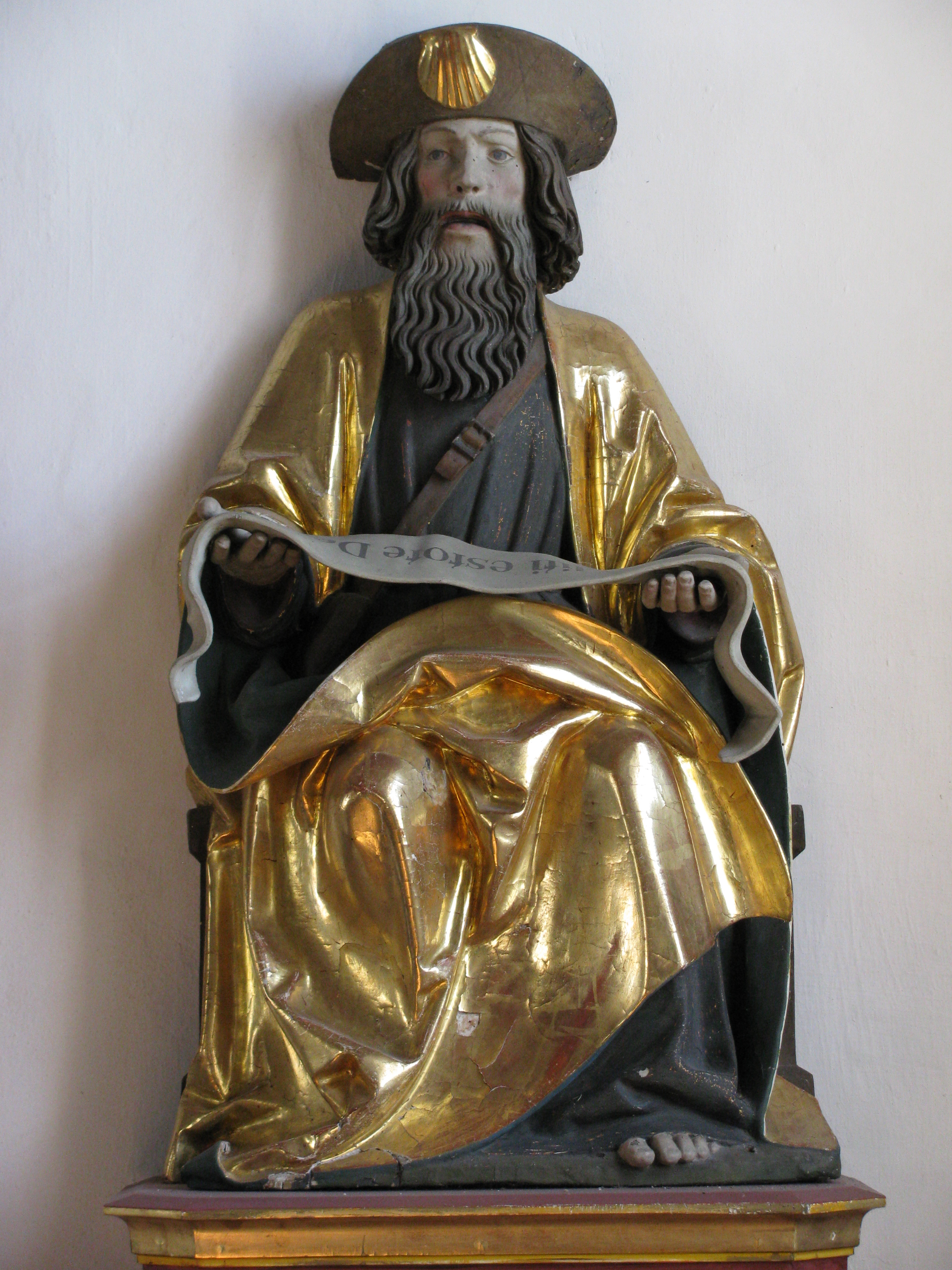
Eine Jakobusfigur aus dem 15. Jahrhundert in der Jakobuskapelle von Nonnenhorn am Bodensee, dem östlichen Endpunkt des Oberschwäbischen Jakobsweges.

Das Staatliche Seminar Meckenbeuren für schulpraktische Ausbildung und die St.-Jakobus-Gesellschaft errichteten auf Anregung des Europarates im Sommer 1996 den Weg von Bad Waldsee nach Meersburg, teils auf schon bestehenden Albvereinswegen mit Anschluss an den ab Konstanz markierten Schwabenweg, der durch die Ostschweiz zum Kloster Einsiedeln führt. Zuvor hatte Wolfgang Lipp in einem langen Prozess des Sichtens und Sammelns viele Quellen ausgewertet, die den Wegverlauf historisch untermauerten. Es setzten sich bei der praktischen Umsetzung des Weges die beiden Erkenntnisse durch, dass man nicht „bei einem Konzept so genannter historischer Pilgerwege verharren darf“, sondern dass man auch „Punkte verbinden muss, die den Jakobuskult allgemein dokumentieren“. Zum andern sind Jakobuswege nicht immer die Hauptstraßen. „Anscheinend sind nicht alle Pilger die große Straße entlang gegangen; vor allem am Ende des 15. Jahrhunderts waren sie von Fuhrmännern, Kaufleuten und Geleitsreitern nicht immer gern gesehen. Sie wichen auf unbefahrene Wege aus“.
Im Jahr 1997 wurde dann die Lücke von Ulm nach Bad Waldsee geschlossen, teils auf asphaltierten Wegen, teils aber auch auf Feld- und Waldpfaden. Die Idee der alten Fußpilgerfahrt hatte jedenfalls auch in Süddeutschland eine konkrete Gestalt gewonnen. Der Weg ist ab Ulm mit der gelben Muschel auf blauem Grund markiert, Blau und Gelb sind die Farben Europas. Muschel und Wanderstäbe sind die Zeichen der Jakobspilger. An vielen Abbiegungen sind Schilder angebracht, im Verlauf dann auch Aufkleber und kleine Wandertafeln.
Entlang des Weges können die Pilger in verschiedenen Kirchen Stempel für den Pilgerausweis erhalten.

### Zuführungen von Norden
Bis Ulm führen zwei ausgeschilderte Routen von Norden heran, die sich am Ulmer Münster vereinigen: die östlichere Route, der Fränkische Jakobsweg, von Nürnberg über Neresheim, Giengen an der Brenz und Oberelchingen. Die westlichere Route von Würzburg bzw. Rothenburg ob der Tauber über Böhmenkirch, Lonsee nach Ulm wird als Fränkisch-Schwäbischer Jakobsweg bezeichnet.
Am Bodensee, kurz vor Konstanz, kommt die Via Beuronensis vom Neckarraum dazu und führt dann ab dem Konstanzer Münster als Schwabenweg in die Schweiz.

### Historische Wegverläufe und Wasserläufe
Im Mittelalter bestand in Ulm ab 1181, also lange vor dem Münster, eine Jakobuskapelle als zentraler Sammelpunkt für die Pilger aus dem Norden. Diese Kapelle am Ledermarkt ist aber bereits am Ende der Reformationszeit wieder abgegangen. Im Münster selbst gab es vor dem Bildersturm vier Altäre, an denen Jakobus der Ältere als Kopatron sichtbar war. Eine Pilgerherberge bestand in der Nähe des Rathauses (heute beim Museum).
Der Oberschwäbische Jakobsweg orientiert sich an den alten Heerstraßen der Römer und an historischen Handelswegen der Kaufleute. Insgesamt bewegt sich der Weg durch eine Landschaft, die durch Bauwerke des Barocks geprägt ist. Der Weg folgt in Teilabschnitten den Flussläufen der Donau, dann der Riß und der Schussen; zuletzt nähert sich der Weg bei Meersburg dem Untersee des Bodensees. Zwischen Steinhausen und Bad Waldsee folgt der Weg dem Schwarzwald-Schwäbische-Alb-Allgäu-Weg, dem sogenannten HW 5, der vom Schwäbischen Albverein angelegt wurde und betreut wird.
Der Weg erstreckt sich von den Hängen der Schwäbischen Alb in Ulm an der Donau in Etappen durch Oberschwaben, bis an die Ufer des Bodensees in Meersburg. Der Weg passiert auch ein Stück der denkmalgeschützten Reichsstraße vor Erbach, auf der 1770 Maria Antonia Erzherzogin von Österreich, später genannt Marie-Antoinette von Wien nach Paris zu ihrer Vermählung mit dem französischen König Ludwig XVI. reiste.
Teilweise ist der Wegverlauf identisch mit der Oberschwäbischen Barockstraße, dem Oberschwäbischen Pilgerweg, des oberschwäbischen Teils der Südbahn, der Schwäbischen Bäderstraße, der Deutschen Fachwerkstraße und dem Jubiläumsweg Bodenseekreis.

### Übersicht
| Von                            | Nach                    | Distanz in km | Orte und Sehenswürdigkeiten |
| ------------------------------ | ----------------------- | ------------- | --- |
| Ulm                            | Oberdischingen          | 21            | Ulmer Münster, Weinhof mit Neuer Synagoge, Martin-Luther-Kirche (Ulm), Kuhberg, ehemaliges Konzentrationslager „Oberer Kuhberg“, Jakobuskirche Grimmelfingen, Einsingen, Höfe von Wernau, Jakobsfresken in der Pfarrkirche St. Martinus von Erbach, Donaurieden, Cursillohaus in Oberdischingen |
| Oberdischingen                 | Äpfingen                | 23            | Oberdischingen, Ersingen, Donausüdstraße, Kastell Rißtissen, Rißtissen mit Schloss der Familie von Stauffenberg, Niederkirch, Untersulmetingen, Obersulmetingen, Öschhof, Schemmerberg, Äpfingen |
| Äpfingen                       | Steinhausen             | 23            | Äpfingen, Laupertshausen, Mettenberg, Simultaneum St. Martin Biberach und historisches Hospiz Biberach, Altstadt von Biberach an der Riß, Wolfentalmühle, Reute, Bartholomäuskapelle in Grodt, Muttensweiler, Steinhausen |
| Steinhausen                    | Bad Waldsee             | 27            | Wallfahrtskirche Steinhausen mit Jakobus im Stuck, Winterstettenstadt, Bad Waldsee |
| Bad Waldsee                    | Ravensburg              | 26            | Bad Waldsee, Gut-Betha-Platz, Frauenbergkapelle auf dem Frauenberg von Bad Waldsee, Arisheim, Dinnenried, St. Georgskapelle in Gwigg, Kirche St. Philippus und Jakobus in Bergatreute (als Abstecher), Gambach, Engenreute, Köpfingen, Abtei Weingarten und Basilika St. Martin, Heilig Blut Reliquie, durch das Frauentor nach Ravensburg mit zahlreichen historischen Kirchen, Klöstern und Pilgerherbergen, Schutzmantelmadonna                                                              |
| Ravensburg                     | Brochenzell             | 14,5          | Ravensburg, Mühlbruckkapelle an der Brücke über die Schussen, Weststadt, Weißenauer Forst, Brochenzell |
| Westliche Route ab Brochenzell |                         |               | |
| Brochenzell                    | Markdorf                | 14,5          | Brochenzell, Furatweiler, Zillisbach, Krehenberg, Oberteuringen-Blankenried, Rammetshofen, Unterteuringen, Hepbach, Leimbach, Möggenweiler, Markdorf mit zahlreichen historischen Kapellen, Fürstbischöfliches Schloss Markdorf |
| Markdorf                       | Meersburg bzw. Konstanz | 11 bzw. 15    | Markdorf, Braitenbach, Sommerresidenz der Fürstbischöfe von Konstanz, Annette-von-Droste-Hülshoff-Museum und Neues Schloss (Meersburg), Uferpromenade und Autofähre Konstanz–Meersburg mit Bodensee, Staad, Petershausen, Konstanz; dort am Münster mit seiner für Pilger wichtigen Mauritiusrotunde beginnt der Schwabenweg, noch 2.340 Kilometer ... |
| Östliche Route ab Brochenzell  |                         |               | |
| Brochenzell                    | Nonnenhorn              | 23            | Tettnang, Gießenbrücke, Burg Gießen, Heiligenhof, Atlashofen, Hüttmannsberg, Gattnau, Arensweiler, Selmnau, Nonnenhorn; ab hier östlich um den Bodensee nach Bregenz. Bei Lindau vereinigt sich dieser Abschnitt mit dem Bayerisch-Schwäbischen Jakobusweg, führt über die österreichische Staatsgrenze, leitet entlang des Vorarlberger Bodenseeufers vorbei an der Abtei Kloster Mehrerau in die Schweiz; von da weiter über St. Gallen und Rapperswil-Jona ebenfalls zum Kloster Einsiedeln. |

### Stempelstellen
Pilgerstempel für den Pilgerausweis bekommt man unter anderem in Ulm an der Pforte des Münsters und im Stadtteil Grimmelfingen im Vorraum der evangelischen Jakobus-Kirche, in Erbach in der Kirche St. Martinus, in Oberdischingen im Foyer des Cursillo-Haus St. Jakobus.

## Antiphonen
Felix Fabri beschrieb im 15. Jahrhundert nicht nur die Etappen, sondern auch die Riten und Gesänge der Pilger des Jakobswegs. Die Antiphonen, welche die Pilger auf ihrer geistlichen Pilgerfahrt nach Santiago sangen, waren damals „O beate Jacobe“ und „Ecce ego mitto“.

## Stationen am Streckenverlauf

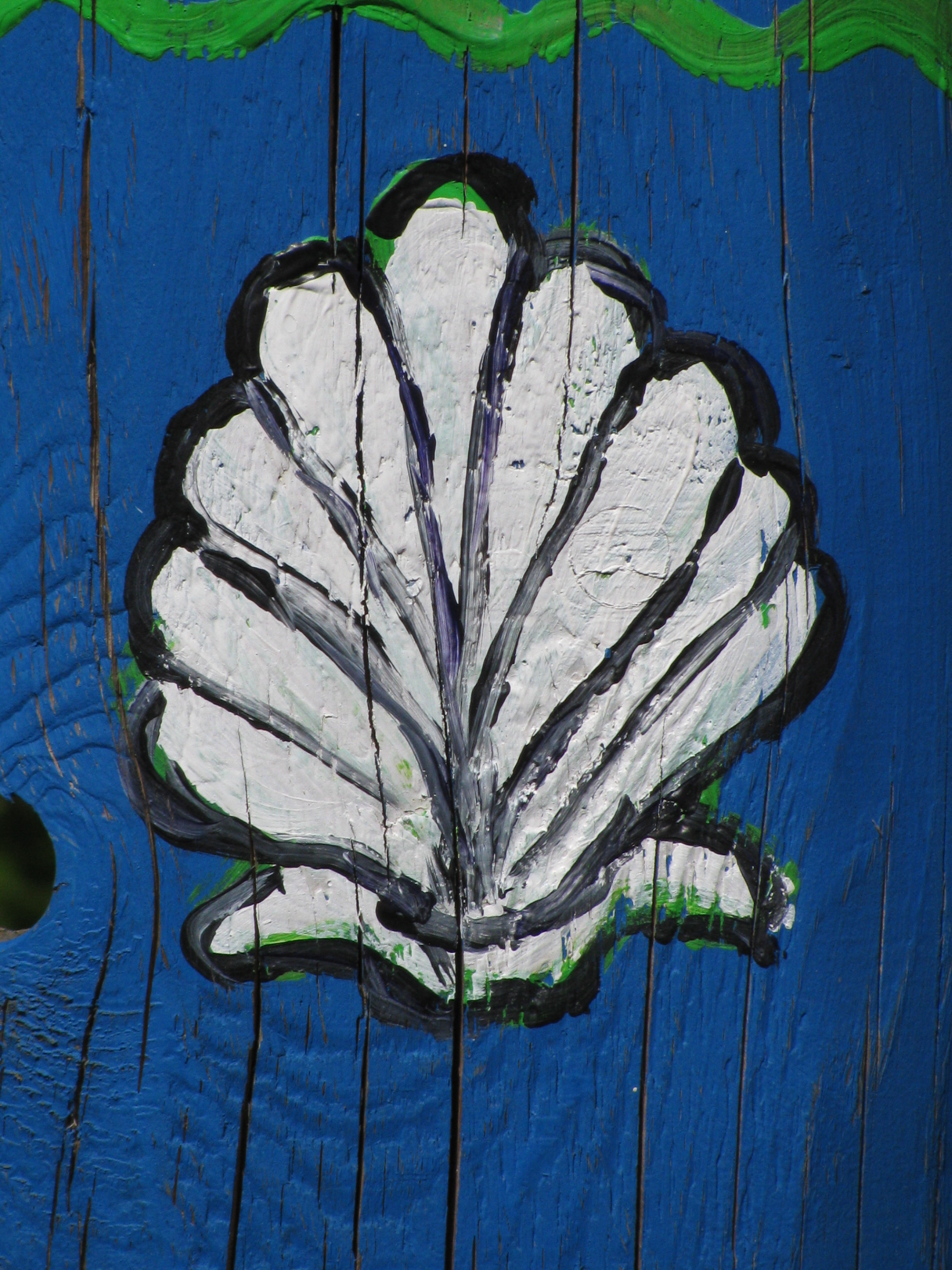
Gemalte Jakobsmuschel auf blauem Grund bei Oberdischingen.
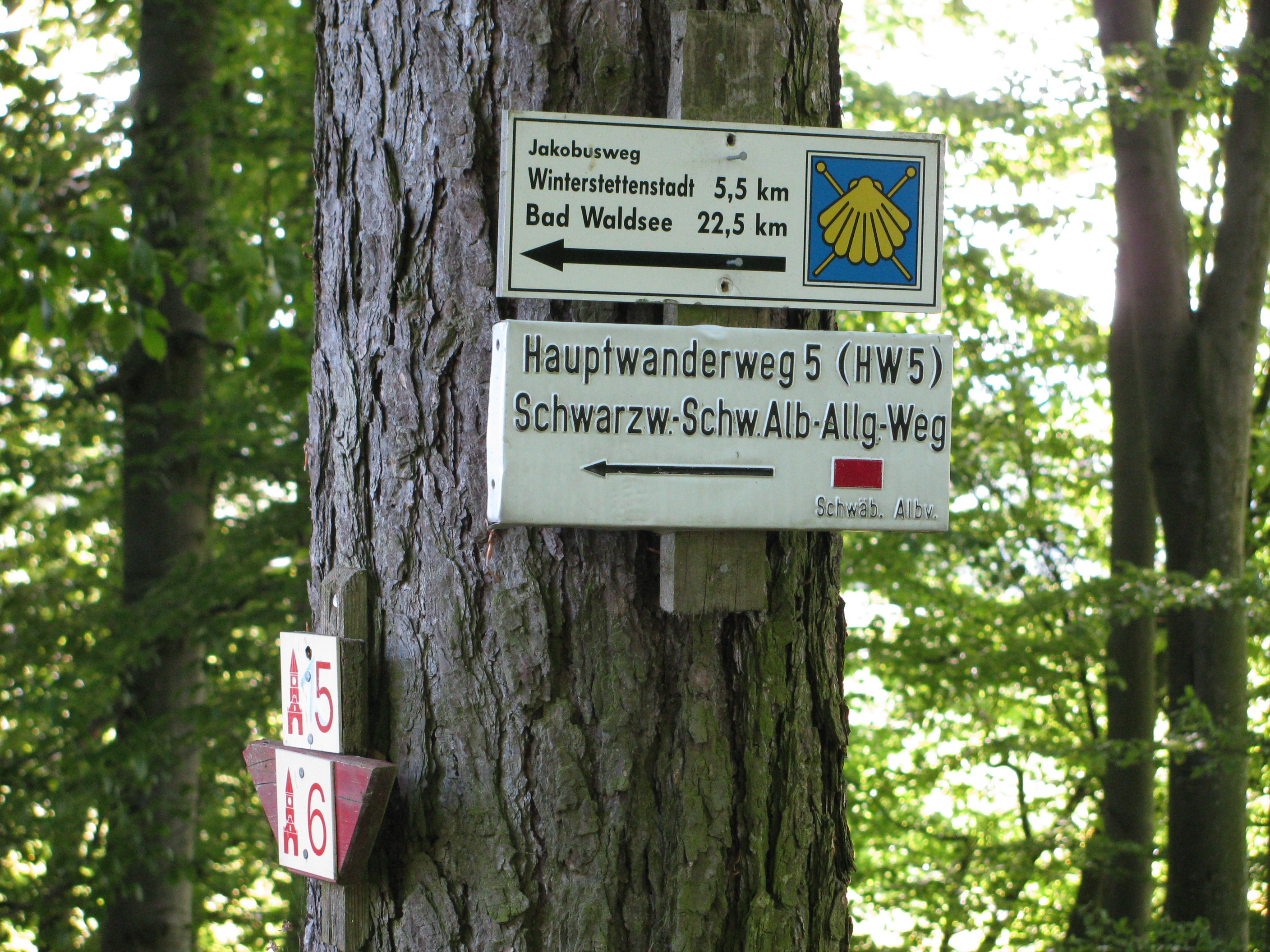
Hier führt der Hauptwanderweg 5 des Schwäbischen Albvereins zusammen mit dem Jakobsweg nach Süden in die Gegend von Bad Waldsee.
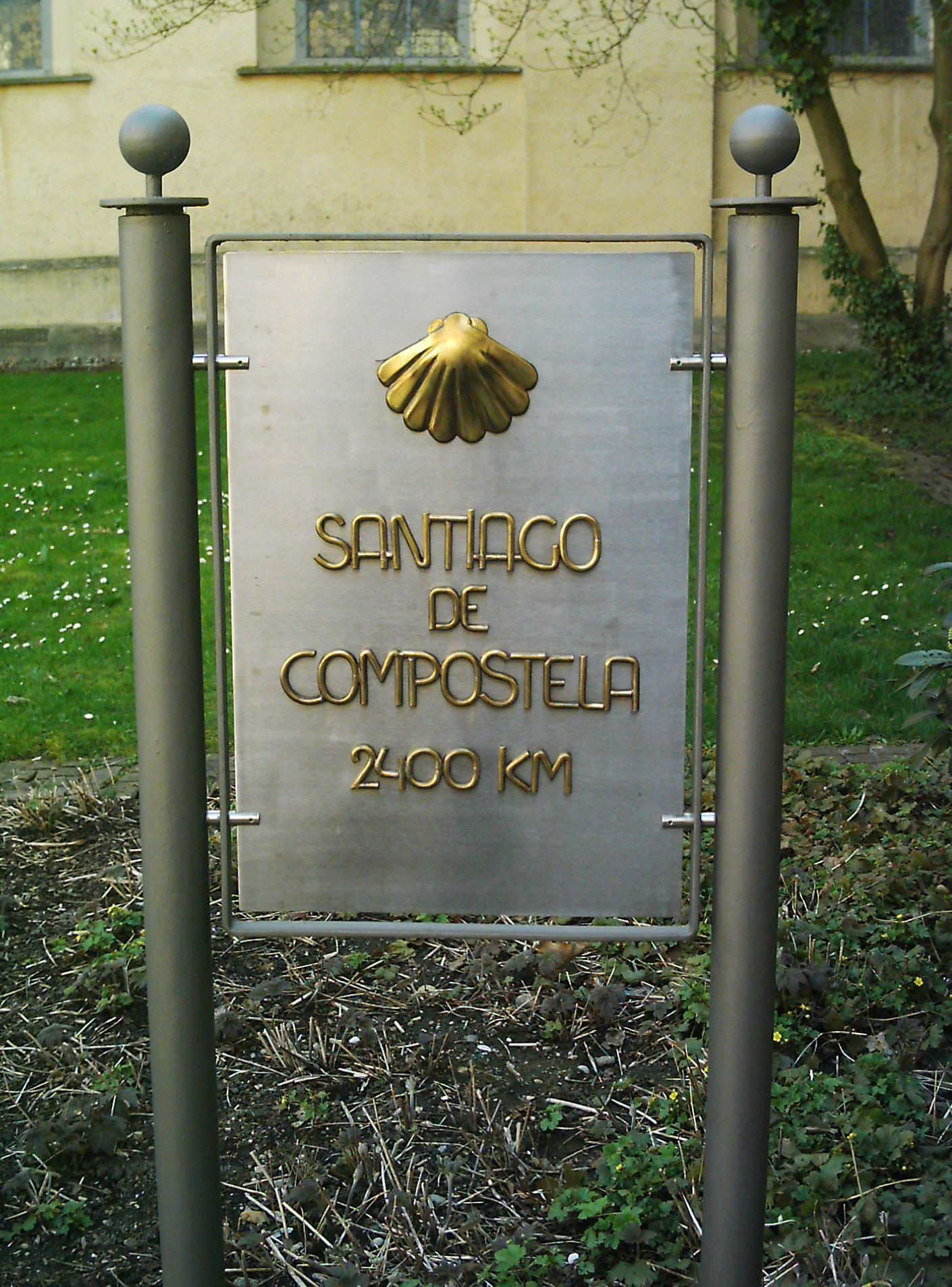
Ein Meilenstein aus Metall neben der Basilika von Weingarten, der die noch fehlenden Kilometer in Richtung Santiago aufzeigt: 2400 km.
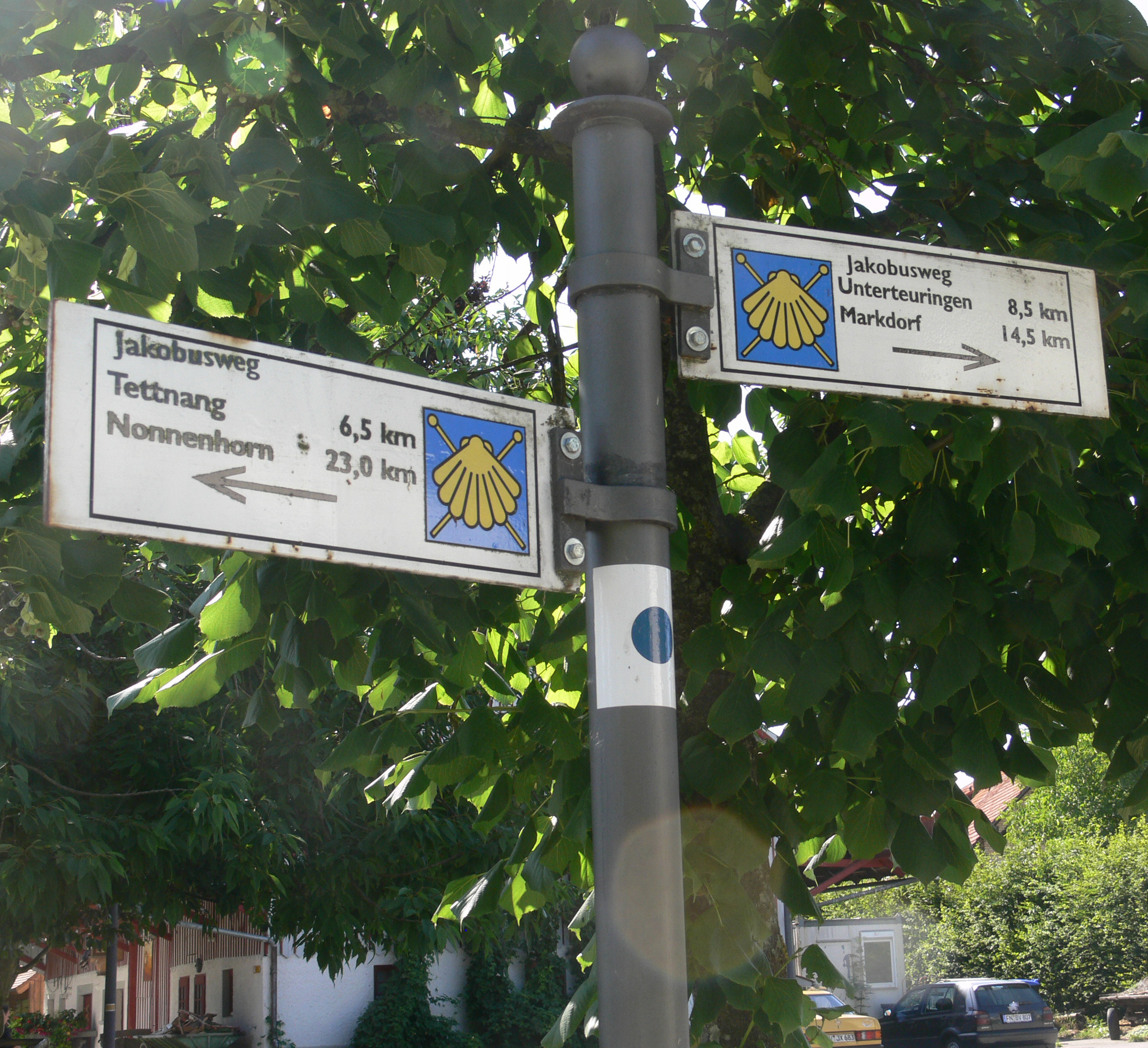
Die Wegzeiger in Brochenzell, die auf die Gabelung des Jakobsweges vor dem Bodensee hinweisen.
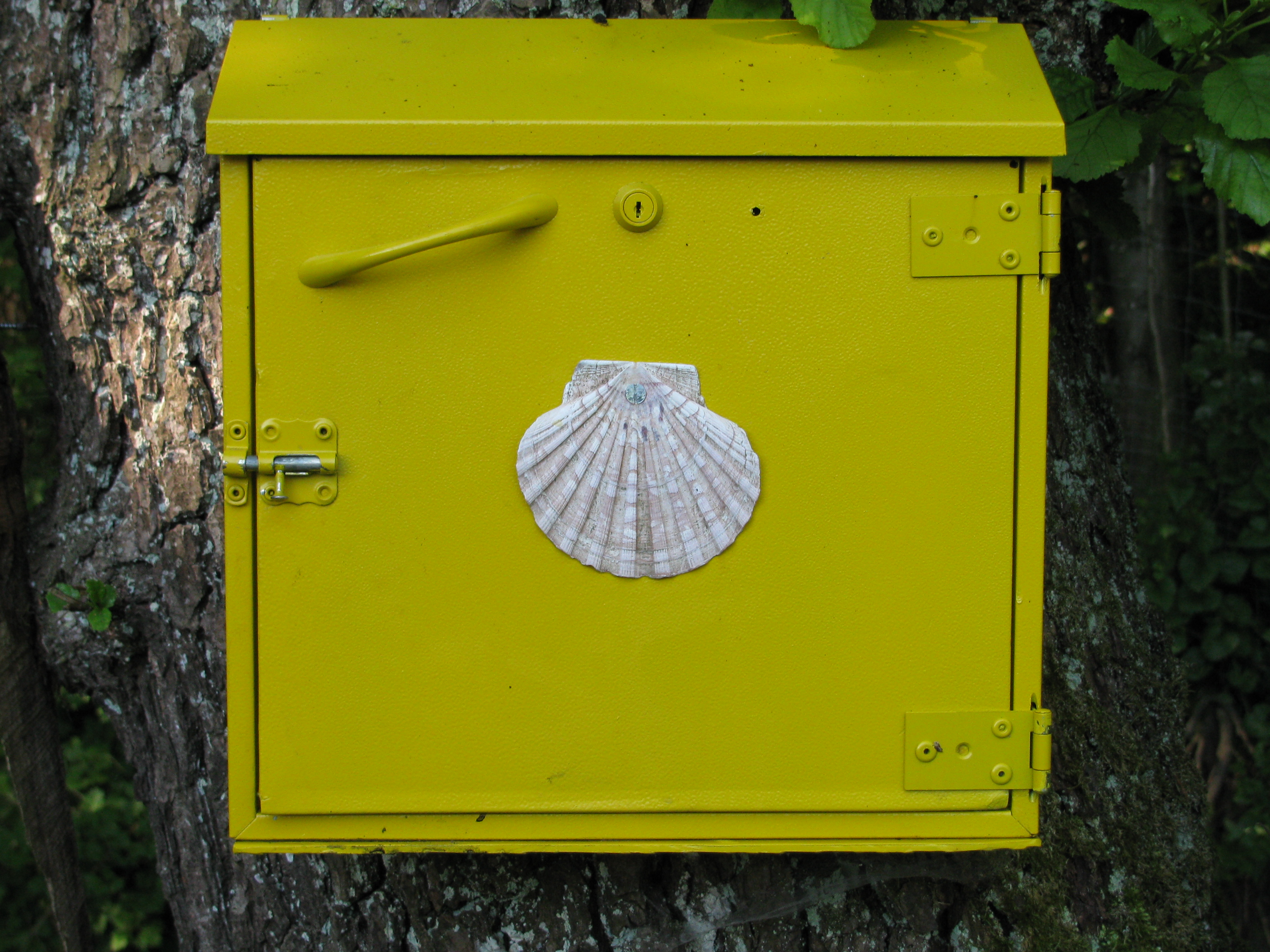
Gelber Kasten bei Markdorf, in dem ein Pilgerstempel für Pilger aufbewahrt wird.

### Wanderführer
- Gerhild Fleischer: Jakobsweg II – Von Ulm nach Bad Waldsee. Schwabenverlag, Ostfildern 1997, 6. überarbeitete Auflage 2011, ISBN 3-7966-0905-8.
- Gerhild Fleischer: Jakobsweg III – Von Bad Waldsee nach Konstanz. Schwabenverlag, Ostfildern 1997 (2. Auflage). ISBN 3-7966-0798-5.
- Klaus Herbers: Jakobsweg. Geschichte und Kultur einer Pilgerfahrt. Beck, München 2006, ISBN 3-406-53594-1
- Wolfgang W. Meyer: Jakobswege / Württemberg-Baden-Franken-Schweiz. 1. Auflage. Silberburg-Verlag, Tübingen 2000, ISBN 3-87407-342-4.
- Wolfgang Lipp: Der Weg nach Santiago – Jakobswege in Süddeutschland. Ulm 1991, ISBN 3-88294-164-2
- Bert Teklenborg: Auf Jakobswegen. Von Süddeutschland durch die Schweiz nach Le Puy und Arles in Frankreich. Wanderreiseführer – Routenplaner. Verlagsanstalt Tyrolia, Innsbruck 2004, ISBN 3-7022-2627-3.

### Wanderkarten
- Wanderkarten des Landesamtes für Geoinformation und Landentwicklung Baden-Württemberg und des Schwäbischen Albvereins, Maßstab 1 : 25.000 und 1 : 35.000, Stuttgart; in neueren Auflagen ist der Verlauf des Oberschwäbischen Jakobsweges eingezeichnet.